# Trellius tonkinensis
Trellius tonkinensis är en insektsart som först beskrevs av Lucien Chopard 1925.  Trellius tonkinensis ingår i släktet Trellius och familjen syrsor. Inga underarter finns listade i Catalogue of Life.